# Жутолики медојед (птица)
Жутолики медојед (лат. Caligavis chrysops) је средње-мала птица из породице медоједа (Meliphagidае). Име је добио по својим жутим пругама на лицу. Има јасно гласан цвркут, и једна је од првих птица које се чују ујутро. Распрострањена је широм источне и југоситочне Аустралије. Сматра се да имају разноврсну исхрану која је богата мувама, пауковима и бубама, као и нектара, полена из цветова биљака. Већина жутоликих медоједа мигрира на север између марта и маја да проведу зиму у јужном Квинсленду и врате се у јулу и августу да се размножавају у јужном Велсу и Викторији. Сматрају се штеточинама у воћарству јер наносе штету усевима.

## Опис

### Појава
Жутолики медојед је осредње мала сивкасто-браон птица, која тај назив носи због жутих пруга на глави. Брада и грло су им бледи са сивкасто-браон тоновима, пругасти и тамно сиви, а горњи део тела варира од сивкасто-браон па до маслинасто-браон. Имају тамно маслинасто зелена крила. Кљун им је црн и благо закривљен надоле. Младунци су веома слични одраслим једникама, са мало мањем браздање на грудима. Нема видљивих разлика између мужјака и женке, а такође не постоји велика разлика између подврста. Жутолики медојед у просеку расте од 15 до 17,5 цм дужине, са распоном крила од 21,5 до 26 цм и тежине између 12,5-20,5 грама док у просеку имају око 17 грама.

### Вокализација
Жутолики медојед је једна од првих птица које се чују ујутро, његов звиждук је веома јасан, гласан и веома разноврстан. Мужјаци могу да певају и до сат времена, а поцињу двадесет или тридесет минута пре зоре. Песма им почиње са низом веселих тонова и звучи као "чик-ап". Противно-певање од суседних птица је уобичајено. Такође имају и специфичан позив за изазивање противника и борбу око територије. Њихов алармни позив је веома гласан звиждук. Имају заједнички позив у случају опасности који гласи кр-рок, кр-рок или пут-пут, пут-пут.

## Дистрибуција и станиште

### Станиште
Жутолики медојед има тенденцију да прави гнезда далеко од ивице шумских остатака, експерименти са постављањем природних и вештачких гнезда на различитим растојањима на отвореном простору није показала никакав пораст предатора на ивици шуме.